# Riu Suir
El Suir és un riu d'Irlanda que desemboca en l'oceà Atlàntic a prop de Waterford després de recórrer 183 quilòmetres.
Neix a les faldes de la muntanya Borrisnoe, al nord de Templemore al Comtat de Tipperary, el Suir divideix el comtat segons segueix el seu curs cap al sud, travessant poblacions com Thurles i Holycross, famosa per la seva abadia. Després d'unir-se amb els rius Aherlow i Tar, gira cap a l'oest a la vora de les muntanyes de Comeragh, formant la frontera entre els comtats de Waterford i  Kilkenny. Després travessa Clonmel i Carrick-on-Suir abans d'arribar a l'estuari de la badia de Warterford on s'uneix amb el riu Barrow.
Juntament amb el riu Nore i el Barrow, el Suir és un dels que es coneix com «Les tres germanes» (The Three Sisters). Té fama entre els pescadors a causa dels seus abundants reserves de truita i salmó.
El Suir es nomena en irlandès Siúr, i es creu que el canvi en la grafia es va realitzar per errada.

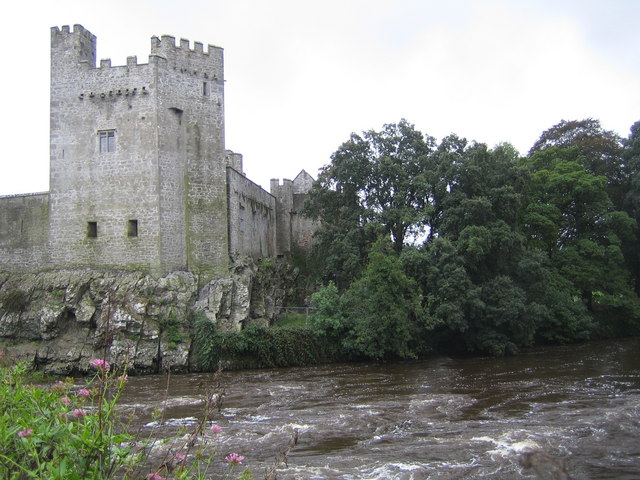
Riu Suir junt al Castell de Cahir